# Ignacio Pérez (cyclisme)
Pour le footballeur colombien, voir Ignacio Pérez. Pour les homonymes, voir Pérez.
Gustavo Ignacio Pérez (né le 31 janvier 1987 à Villa Dolores) est un coureur cycliste argentin.

## Palmarès
- 2005
  - 2e du championnat d'Argentine du contre-la-montre juniors
- 2008
  - 3e du championnat d'Argentine du contre-la-montre espoirs
- 2009
  - 3e du championnat d'Argentine du contre-la-montre espoirs
- 2010
  - 2e du Gran Premio Diputación de Pontevedra
- 2011
  - Classement général du Tour d'Estrémadure
  - Trofeo San Juan y San Pedro
  - 2e du Circuito Nuestra Señora del Portal
  - 3e du Premio Nuestra Señora de Oro
- 2012
  - 1re étape du Tour de Navarre
  - 2e du Trofeo San Antonio
- 2016
  - 6e étape du Tour de Mendoza
  - Prologue du Giro del Sol San Juan (contre-la-montre par équipes)

## Classements mondiaux
| Année            | 2007 | 2008 | 2009 | 2010 | 2011 | 2012 | 2013 | 2014 | 2015 | 2016 |
| ---------------- | ---- | ---- | ---- | ---- | ---- | ---- | ---- | ---- | ---- | ---- |
| UCI America Tour | 226e |      |      |      |      |      |      |      |      | 490e |